# Ondine – Das Mädchen aus dem Meer

Alicja Bachleda-Curuś, Colin Farrell und Neil Jordan bei der Premiere von Ondine beim Tribeca Film Festival 2010

Ondine – Das Mädchen aus dem Meer ist ein irisches Drama aus dem Jahr 2009, bei dem Neil Jordan Regie führte und das Drehbuch schrieb. Es lehnt sich an die mythologische Figur der Undine an. Hauptdarsteller sind Colin Farrell und Alicja Bachleda-Curuś. Deutscher Filmstart war am 21. Oktober 2010.

## Handlung
Der irische Fischer Syracuse zieht eines Tages beim Fischen in seinem Netz eine junge Frau an Bord seines kleinen Boots. Die Frau, die als Namen Ondine angibt, ist verstört und will niemanden außer Syracuse sehen. Der versteckt sie daher in einem abgelegenen Haus am Meer, das seine Mutter einst bewohnte.
Syracuse selbst ist ein Außenseiter in seinem Dorf. Er wird von allen abfällig „Clown“ genannt, sogar vom Priester, der einzige, dem er sich – im Beichtstuhl – öffnet. Früher war er Alkoholiker, seine Ex-Frau Maura ist es noch; dennoch wächst die gemeinsame kleine Tochter Annie bei ihr und ihrem neuen Freund Alex auf. Annie ist nierenkrank, muss regelmäßig zur Dialyse und sitzt im Rollstuhl. Bei einer der langen Dialysesitzungen erzählt Syracuse Annie das Märchen von einem Fischer, der eines Tages eine junge Frau in seinem Netz entdeckt. Da die Geschichte ein offenes Ende hat, beginnt Annie, neugierig zu werden. Sie leiht sich Bücher über Selkies und Nymphen aus und fährt eines Tages heimlich zur Hütte Syracuses, wo sie Ondine entdeckt. Sie hält sie für eine Selkie. Ondine bestärkt sie darin.
Auch Syracuse glaubt schon bald, in Ondine ein mythisches Wesen kennengelernt zu haben. Wenn sie an Bord seines Schiffs eine ihm unbekannte Melodie zu singen beginnt, fängt er mit einem Mal so viele Hummer wie noch nie zuvor. An einem anderen Tag fängt er mit seinem Schleppnetz einen Schwarm Lachse, was eigentlich unmöglich ist, da diese in der Regel mit Treibnetzen gefangen werden. Da die Beamten von der Fischereibehörde in seinem Kahn auch Ondine gesehen haben, zeigt die sich nun auch den anderen Dorfbewohnern, die bald zu tuscheln anfangen und der jungen Frau mit der Zeit misstrauisch gegenüberstehen. Annie aber ist von ihrer neuen Freundin begeistert, zumal beide ein Geheimnis teilen: Ondine hat im Meer einen Gegenstand gefunden, den sie in Annies Gegenwart vergraben hat. Diese denkt, es sei Ondines Selkiehaut, da Selkies ihre Haut vergraben, wenn sie sieben Jahre an Land bleiben und Mensch werden wollen.
Eines Tages taucht ein fremder Mann im Dorf auf. Es wird klar, dass er etwas mit Ondine zu tun hat. Sie flieht vor ihm, und Syracuse findet sie erst Stunden später in einer Höhle versteckt. Beide spinnen das Selkie-Mysterium weiter: So habe eine Selkie einen Wunsch frei, der ihr erfüllt wird. Ondine wünscht sich, dass Annie gesund wird; Syracuse wünscht sich, dass Ondine für immer bei ihm bleibt. Kurze Zeit später prallt das Auto seiner volltrunken fahrenden Ex-Frau voll auf das Auto des Fremden, wobei ihr Freund ums Leben kommt; Annie kommt nur leicht verletzt ins Krankenhaus, erhält dort eine Niere des Freundes als Organspende und gesundet daraufhin.
Nach der Beerdigung trinkt Syracuse – von seiner Ex angestiftet – wieder Alkohol. Maura, die bei dem Unfall verletzt wurde und im Rollstuhl sitzt, möchte, dass Syracuse Annie solange zu sich nimmt, unter der Bedingung, dass „diese Frau“ verschwindet. Betrunken schafft er Ondine auf eine entlegene unbewohnte Insel und lässt sie dort schweren Herzens zurück.
Am nächsten Tag hört er im Fernsehen den Titel, den Ondine immer gesungen hat. Er erkennt, dass sie kein mythisches Wesen, sondern real ist, und sucht nach ihr. Er findet sie auf einer nahegelegenen Insel, zu der sie geschwommen ist. Sie offenbart ihm nun endlich die Wahrheit über sich. Sie heißt in Wirklichkeit Joanna und war eine rumänische Drogenschmugglerin. Als sie und ihr Kumpan von der Küstenwache erwischt wurden, schwamm sie mit dem Heroin im Rucksack los, da ihr Kumpan Nichtschwimmer ist. Sie verlor erst die Tasche und später die Kraft und wurde schließlich durch Syracuses Fischernetz vor dem Ertrinken gerettet. Die Tasche wiederum fand sie etwas später und vergrub sie zusammen mit Annie.
Zurück in Syracuses Haus erwartet sie bereits Ondines früherer Kumpan und bedroht mit einem anderen Mann Annie, Syracuse und Ondine. Sie suchen die Tasche, die Annie jedoch ausgegraben und in einem Hummerkäfig auf dem Schiff von Syracuse versteckt hatte. Beim Versuch, den Hummerkäfig aus dem Wasser zu ziehen, gelingt es Ondine, ihren früheren Kumpan über Bord zu stoßen – er ertrinkt. Ondine wird verhaftet. Ihr droht nun die Abschiebung. Syracuse jedoch verhindert dies, indem er Ondine am Ende zur Frau nimmt.

## Hintergrund und Entstehung
Der Film basiert lose auf der mythologischen Undine, bei der es sich um einen Wassergeist oder eine Nymphe handelt. Der Film wurde auf der Beara-Halbinsel in Irland gedreht.

## Auszeichnungen
- Irish Film and Television Awards für Ondine[2]:

Hauptdarsteller: Colin Farrell
Produktionsdesign: Anna Rackard
Ton: Brendan Deasy, Tom Johnson und Sarah Gaines